# Чемпионат СССР по волейболу среди женщин 1952
15-й чемпионат СССР по волейболу среди женщин проходил с 21 по 30 сентября 1952 года во Львове на стадионе «Спартак» с участием 21 команды. Чемпионский титул в 7-й раз в своей истории выиграл московский «Локомотив».

## Система проведения чемпионата
В чемпионате приняли участие 10 клубных команд из РСФСР и УССР и 11 сборных команд других союзных республик (кроме Таджикской, Туркменской и Эстонской).
Соревнования состояли из двух этапов — предварительного и финального. В финальном этапе участвовали 8 лучших команд по итогам предварительной стадии, разыгравшие по круговой системе места с 1-го по 8-е.

## Результаты

### Финальный этап

#### За 1—8 места
| М | Команда             | 1   | 2   | 3   | 4   | 5   | 6   | 7   | 8   | И | В | П | С/П   | О  |
| - | ------------------- | --- | --- | --- | --- | --- | --- | --- | --- | - | - | - | ----- | -- |
| 1 | «Локомотив» Москва  |     | 3:1 | 3:0 | 3:1 | 3:1 | 3:0 | 3:0 | 3:0 | 7 | 7 | 0 | 21:3  | 14 |
| 2 | «Динамо» Москва     | 1:3 |     | 3:1 | 3:0 | 3:0 | 3:1 | 3:2 | 3:0 | 7 | 6 | 1 | 19:7  | 13 |
| 3 | «Спартак» Ленинград | 0:3 | 1:3 |     | 3:2 | 3:2 | 3:0 | 3:0 | 3:0 | 7 | 5 | 2 | 16:10 | 12 |
| 4 | «Спартак» Москва    | 1:3 | 0:3 | 2:3 |     | 3:2 | 3:1 | 3:0 | 3:1 | 7 | 4 | 3 | 15:13 | 11 |
| 5 | «Медик» Ленинград   | 1:3 | 0:3 | 2:3 | 2:3 |     | 3:2 | 3:0 | 3:0 | 7 | 3 | 4 | 14:14 | 10 |
| 6 | Латвийская ССР      | 0:3 | 1:3 | 0:3 | 1:3 | 2:3 |     | 3:2 | 3:1 | 7 | 2 | 5 | 10:18 | 9  |
| 7 | Грузинская ССР      | 0:3 | 2:3 | 0:3 | 0:3 | 0:3 | 2:3 |     | 3:1 | 7 | 1 | 6 | 7:19  | 8  |
| 8 | ВВС МВО             | 0:3 | 0:3 | 0:3 | 1:3 | 0:3 | 1:3 | 1:3 |     | 7 | 0 | 7 | 3:21  | 7  |

#### За 9—16 места
9. «Медик» Харьков
10. ДО Куйбышев
11. ДО Казань
12. Литовская ССР
13. Карело-Финская ССР
14. «Медик» Киев
15. Узбекская ССР
16. Белорусская ССР

#### За 17—21 места
17. Азербайджанская ССР
18. Молдавская ССР
19. Казахская ССР
20. Киргизская ССР
21. Армянская ССР

## Медалисты
«Локомотив» (Москва): Р.Бабаева, Татьяна Бунина, Е.Ванина, Александра Дёмина, Милития Кононова, Александра Курятникова, Антонина Моисеева, В.Окороченкова, Тамара Петрова, Валентина Свиридова, Мария Сёмина. Тренер — Александр Маментьев.
 «Динамо» (Москва): Галина Козлова, Зинаида Кузькина, Серафима Кундиренко, Вера Озерова, Наталья Пшеничникова, Ираида Седова, Валентина Силуянова, Татьяна Стангрит, Лидия Стрельникова, Александра Чудина. Тренер — Николай Бендеров.
 «Спартак» (Ленинград): Таисия Барышникова, Н.Волоковская, Н.Вышкинд, Алиса Галахова, Валентина Гладкова, В.Зинковец, Валентина Квашенинникова, С.Куликова, Н.Смирнова, Мария Топоркова, Кира Шманцырь. Тренер — Алексей Барышников.